# Jurij Wohiniz
Jurij Wohiniz (izgov. vohínic), slovenski pravnik, * okoli leta 1618, Smokuč, † 5. februar 1684, Dunaj.
Jurij Wohiniz, tudi Jurij Wohinz, J. Bohinc ali J. Bohinjec, se je šolal na jezuitskemm kolegiju v Ljubljani, nato v Gradcu študiral filozofijo in tu doktoriral. Leta 1647 je doktoriral tudi na pravni fakulteti (PF) na Dunaju. Bil je profesor na dunajski PF in dvakrat njen dekan (1665, 1667). Leta 1676 je bil izvoljen za rektorja dunajske univerze. Ukvarjal se je z vprašanji javnih financ, zlasti z načinom pridobivanja državnih prihodkov. Po oporoki L. Knaflja je sestavil ustanovno listino Knafljeve ustanove in jo prvih 8 let tudi vodil.